# رجینالد آرتور ساوری
رجینالد آرتور ساوری (انگلیسی: Reginald Savory؛ ۲۶ ژوئیه ۱۸۹۴ – ۱۴ ژوئن ۱۹۸۰) فرمانده نظامی اهل بریتانیا بود. وی برندهٔ جوایزی همچون صلیب نظامی شده‌است.